# 오유근
오유근(吳柳根, 1934년 2월 20일 ~ )은 서울특별시의원을 역임한 대한민국의 정치인이다. 주유소 운영자, 전 한국주유소협회 회장을 역임했다. 제19·20대 국회의원을 역임한 오신환의 아버지이자, 경기도의원을 역임한 오준환의 아버지이기도 하다.

## 학력
- 조선대학교 졸업

## 주요 경력
- 일신상사 대표
- 일신화학공업 대표
- 한국주유소협회 회장
- 서울특별시의회 건설위원회 위원장

## 선거 이력
|  | 6.30% |

|  | 51.78% |

|  | 38.65% |